# Joseph Anthony Fiorenza
Joseph Anthony Fiorenza (Beaumont, 25 gennaio 1931 – Houston, 19 settembre 2022) è stato un arcivescovo cattolico statunitense.

## Biografia
Joseph Anthony Fiorenza nacque a Beaumont, in Texas il 25 gennaio 1931 ed era il secondo dei quattro figli di Anthony Fiorenza e Grace (nata Galiano). Suo padre emigrò dalla Sicilia all'età di dieci anni, mentre sua madre era figlia di immigrati siciliani.

### Formazione e ministero sacerdotale
Frequentò la St. Anthony High School di Beaumont, dove fu capitano di una squadra di football e presidente di classe senior. Fiorenza saltò un anno e si diplomò al liceo all'età di 16 anni nel 1947. Compì gli studi per il sacerdozio presso il seminario "Santa Maria" di La Porte.
Il 29 maggio 1954 fu ordinato presbitero per la diocesi di Galveston nella cappella del seminario "Santa Maria" di La Porte da monsignor Wendelin Joseph Nold. In seguito fu vicario parrocchiale della parrocchia della Regina della Pace a Houston dal 1954 al 1957; professore di etica medica presso il Sacred Heart Dominican College e cappellano del St. Joseph Hospital di Houston dal 1957 al 1959; amministratore parrocchiale della parrocchia della concattedrale del Sacro Cuore a Houston dal 1959 al 1967; parroco della parrocchia di Sant'Agostino a Houston dal 1967 al 1969; parroco della parrocchia di San Benedetto a Houston dal 1969 al 1972; parroco della parrocchia dell'Assunzione a Houston dal 1972 al 1973; vice-cancelliere vescovile dal 1972 al 1973 e cancelliere vescovile dal 1973 al 1979.
Nel 1965 prese parte alle marce da Selma a Montgomery durante il movimento per i diritti civili degli afroamericani.
Il 31 ottobre 1973 venne insignito del titolo onorifico di prelato d'onore di Sua Santità.

### Ministero episcopale
Il 4 settembre 1979 papa Paolo VI lo nominò vescovo di San Angelo. Ricevette l'ordinazione episcopale il 25 ottobre successivo nella cattedrale del Sacro Cuore a San Angelo dall'arcivescovo metropolita di San Antonio Patrick Fernández Flores, co-consacranti il vescovo di Galveston-Houston John Louis Morkovsky e il vescovo ausiliare della stessa diocesi John Edward McCarthy. Durante la stessa celebrazione prese possesso della diocesi.
Il 18 dicembre 1984 papa Giovanni Paolo II lo nominò vescovo di Galveston-Houston. Prese possesso della diocesi il 18 febbraio successivo alla presenza dell'arcivescovo Pio Laghi, pro-nunzio apostolico negli Stati Uniti d'America.
Fu un prelato che si spese molto per il raggiungimento della parità di diritti tra le diverse componenti della società e per la giustizia sociale.
Nel maggio del 2004 compì la visita ad limina.
L'11 giugno 2001 Fiorenza espresse il suo rammarico per l'esecuzione di Timothy McVeigh, un terrorista condannato per aver ucciso 168 persone nell'attentato di Oklahoma City del 19 aprile 1995. Il presule disse: "In un'epoca in cui il rispetto della vita è minacciato in tanti modi, crediamo sia importante sottolineare che la vita umana è un dono di Dio e nessuno o nessun governo dovrebbe presumere di uccidere il dono di Dio".
Partecipò alla X assemblea generale ordinaria del Sinodo dei vescovi che ebbe luogo nella Città del Vaticano dal 30 settembre al 6 novembre 2001 sul tema "Il Vescovo: Servitore del Vangelo di Gesù Cristo per la speranza del mondo".
Quando nel 2002 venne ampiamente denunciata un'ondata di accuse di abusi sessuali su ragazzi e ragazze all'interno della Chiesa cattolica, Fiorenza pubblicò una dichiarazione in cui proclamava che l'arcidiocesi avrebbe "reso la protezione e la sicurezza dei bambini e dei giovani una priorità assoluta". Tuttavia alcuni organi della stampa lo criticarono per non avere fatto molto in precedenza. Note interne del 1996, pubblicate in dettaglio dai mezzi di comunicazione, dimostrarono che episodi di abuso erano stati denunciati ma ignorati per anni. In un notiziario del 2006 si affermò che Fiorenza avesse avuto la tendenza ad accettare il clero in difficoltà nella sua diocesi e che agì per proteggere la Chiesa dal controllo pubblico, organizzando vigorose difese legali, incolpando le vittime e offuscando i media.
Il 29 dicembre 2004 papa Giovanni Paolo II elevò la diocesi di Galveston-Houston al rango di arcidiocesi metropolitana con la bolla Cum pacis et gaudii e monsignor Fiorenza ne divenne primo arcivescovo metropolita. Il 29 giugno 2005 papa Benedetto XVI gli impose il pallio, simbolo degli arcivescovi metropoliti, durante una celebrazione svoltasi nella basilica di San Pietro in Vaticano.
Il 28 febbraio 2006 lo stesso pontefice accettò la sua rinuncia al governo pastorale dell'arcidiocesi per raggiunti limiti di età. Prese residenza presso l'Archbishop Joseph A. Fiorenza Priest Retirement Residence a Houston. Gli fu intitolato l'Archbishop Joseph Fiorenza Park nella contea di Harris, in Texas.
In una causa intentata nel febbraio del 2020 contro l'arcidiocesi, un uomo e una donna di Conroe, in Texas, accusarono Fiorenza di avere permesso l'ordinazione di Manuel La Rosa-Lopez, nonostante una precedente accusa di abusi sessuali. Nel 1992, la diocesi di Galveston-Houston ricevette un'accusa secondo cui La Rosa-Lopez aveva molestato un minore nella parrocchia di San Tommaso Moro a Houston. Nonostante ciò, Fiorenza permise a La Rosa-Lopez di essere ordinato sacerdote nel 1999. Tra il 1998 e il 2001 avrebbe molestato i due querelanti della parrocchia del Sacro Cuore a Conroe, quando entrambi erano bambini. Fiorenza incontrò la famiglia della ragazza al momento dell'accusa iniziale e promise di allontanare La Rosa-Lopez dalla parrocchia e di mandarlo in cura. Tuttavia, le accuse non furono mai riportate alla polizia o ai parrocchiani. Nel dicembre del 2020, LaRosa-Lopez si dichiarò colpevole del reato di indecenza con un minore e venne condannato a dieci anni di carcere.
In seno alla Conferenza dei vescovi cattolici degli Stati Uniti fu membro del consiglio di amministrazione dal 1995; membro del comitato per i cattolici neri; vicepresidente dal 1995 al novembre del 1998; presidente dal novembre del 1998 al 13 novembre 2001. Fu anche membro del consiglio della Catholic Near East Welfare Association; fiduciario dell'Università di San Tommaso a Houston e presidente del consiglio di fondazione di Catholic Charities.
Morì a Houston il 19 settembre 2022 all'età di 91 anni. Le esequie si tennero il 29 settembre alle ore 14 nella concattedrale del Sacro Cuore a Houston e furono presiedute dal cardinale Daniel Nicholas DiNardo. È sepolto nel Forest Park Lawndale Cemetery di Houston.

## Genealogia episcopale e successione apostolica
La genealogia episcopale è:
- Cardinale Scipione Rebiba
- Cardinale Giulio Antonio Santori
- Cardinale Girolamo Bernerio, O.P.
- Arcivescovo Galeazzo Sanvitale
- Cardinale Ludovico Ludovisi
- Cardinale Luigi Caetani
- Cardinale Ulderico Carpegna
- Cardinale Paluzzo Paluzzi Altieri degli Albertoni
- Papa Benedetto XIII
- Papa Benedetto XIV
- Cardinale Enrico Enriquez
- Arcivescovo Manuel Quintano Bonifaz
- Cardinale Buenaventura Córdoba Espinosa de la Cerda
- Cardinale Giuseppe Maria Doria Pamphilj
- Papa Pio VIII
- Papa Pio IX
- Cardinale Alessandro Franchi
- Cardinale Giovanni Simeoni
- Cardinale Antonio Agliardi
- Cardinale Basilio Pompilj
- Cardinale Adeodato Piazza, O.C.D.
- Cardinale Luigi Raimondi
- Arcivescovo Patrick Fernández Flores
- Arcivescovo Joseph Anthony Fiorenza

La successione apostolica è:
- Vescovo Enrique San Pedro, S.I. (1986)
- Vescovo Curtis John Guillory, S.V.D. (1988)
- Vescovo James Anthony Tamayo (1993)
- Vescovo Vincent Michael Rizzotto (2001)
- Arcivescovo Joe Steve Vásquez (2002)